# Gare de Wachtebeke
La gare de Wachtebeke est une ancienne gare ferroviaire belge de la ligne 77, de Saint-Gilles-Waes à Zelzate située sur le territoire de la commune de Wachtebeke, dans la province de Flandre-Orientale en Région flamande.
Mise en service en 1867, elle ferme aux voyageurs en 1952. La ligne est hors-service depuis 2008.

## Situation ferroviaire
Établie à 6 m d'altitude, la gare de Wachtebeke était située au point kilométrique (PK) 20.0 de la ligne 77, de Saint-Gilles-Waes à Zelzate, via Moerbeke-Waes entre les gares de Moerbeke-Waes et les multiples ponts sur l'ancien canal Gand-Terneuzen à Zelzate. Entre 1918 et 1928 ainsi qu'après 1940, la gare de Zelzate-Canal constituait le terminus de la ligne.

## Histoire
La station de Wachtebeke est mise en service le 5 mai 1867 par la Compagnie du chemin de fer de Lokeren à la frontière des Pays-Bas, lorsqu'elle ouvre à l'exploitation la ligne de Lokeren à Zelzate. En 1871-1873, la Création de Compagnie du chemin de fer d'Eecloo à Anvers met en service les lignes vers Eeklo et Saint-Gilles-Waes (futures lignes 55A et 77).
Ces deux compagnies affiliées à la Société générale d'exploitation de chemins de fer (SGE) négocient leur rachat par les Chemins de fer de l'État belge (future SNCB) en 1878 ; il y a alors une voie de garage et un quai de chargement pour les marchandises en gare de Wachtebeke mais pas de pont à peser. Le Chemin de fer Gand-Terneuzen (ligne 55) conservera quant à lui son indépendance jusqu'en 1930.
L'élargissement du canal de Terneuzen en 1910 entraîne une modification du tracé entre Wachtebeke et Zelzate avec un double pont-bascule établi sur une déviation en courbe. Un réarrangement moins important avait déjà eu lieu pour les mêmes raisons en 1877.
Durant les deux guerres mondiales, la destruction du pont sur le Canal Gand-Terneuzen provoque l'interruption partielle du trafic. De 1918 à 1928, les trains ont leur terminus en gare de Zelzate-Canal, un arrêt provisoire établi en rive droite sur l'ancien tracé. Le pont reconstruit est à nouveau dynamité en 1940 et la SNCB choisit de ne plus le remplacer, coupant définitivement la liaison entre Eeklo et le pays de Waes. Zelzate-Canal redevient le terminus jusqu'à la suppression des trains de voyageurs sur la ligne 77, qui survient entre 1951 et le 18 mai 1952. Cependant, Wachtebeke verra à nouveau transiter un trafic important à partir de la décennie suivante?
Dans les années 1960, le canal est élargi, sur un nouveau tracé à l'écart de Zelzate. L'emplacement du pont détruit entre les deux gares de Zelzate se retrouve ainsi sur terre mais aucun croisement ferroviaire n'est rétabli pour franchir le nouveau canal. À la place, la SNCB fait construire la ligne industrielle 204 de Gand à Zelzate (Sidmar).
Une connexion est rétablie à la sortie de Wachtebeke. Elle deviendra à partir des années 1970 le seul chemin d'accès à Wachtebeke et Moerbeke-Waes. La fermeture de la sucrerie de Moerbeke-Waes et la fin du transport de betteraves sucrière entraînent l'abandon immédiat de la ligne en 2008. La voie est retirée en 2014.
Après la disparition des rails, un chemin asphalté pour les cyclistes et piétons a été réalisé sur cette section de la ligne, dans la continuité des sections des lignes 77 et 77A déferrées auparavant et transformées en voies vertes.

## Patrimoine ferroviaire
Le bâtiment des recettes, démoli après la fermeture aux voyageurs, était semblable à celui d'origine de la gare de Moerbeke-Waes. Aucune des quatre gares bâties par la Compagnie de Lokeren à Zelzate n'a survécu jusqu'à nos jours.
Une grande maison de garde-barrière de type État belge avec une aile à l'arrière se trouve à proximité de l'emplacement de la gare disparue.

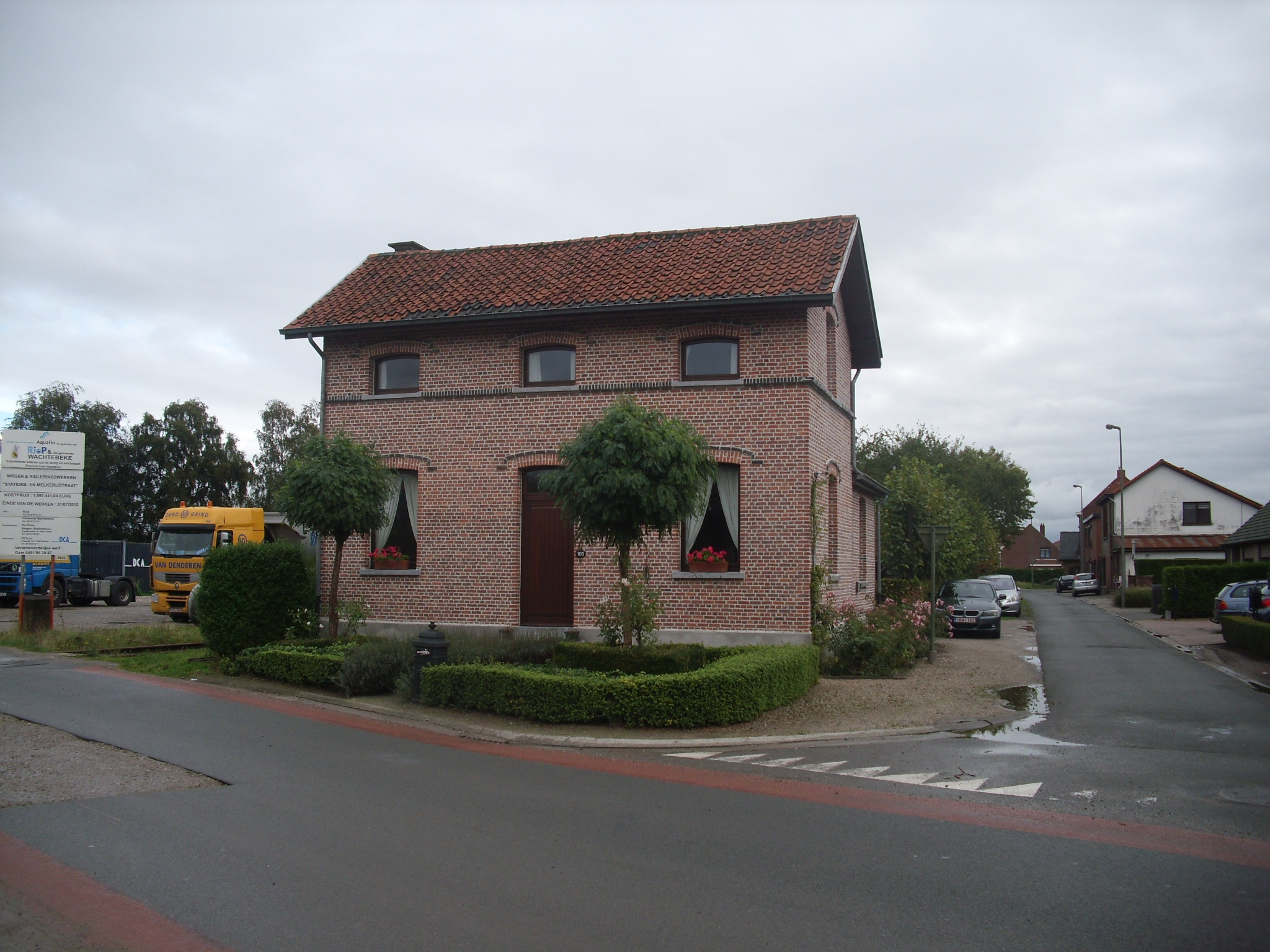
Maison de garde-barrière.
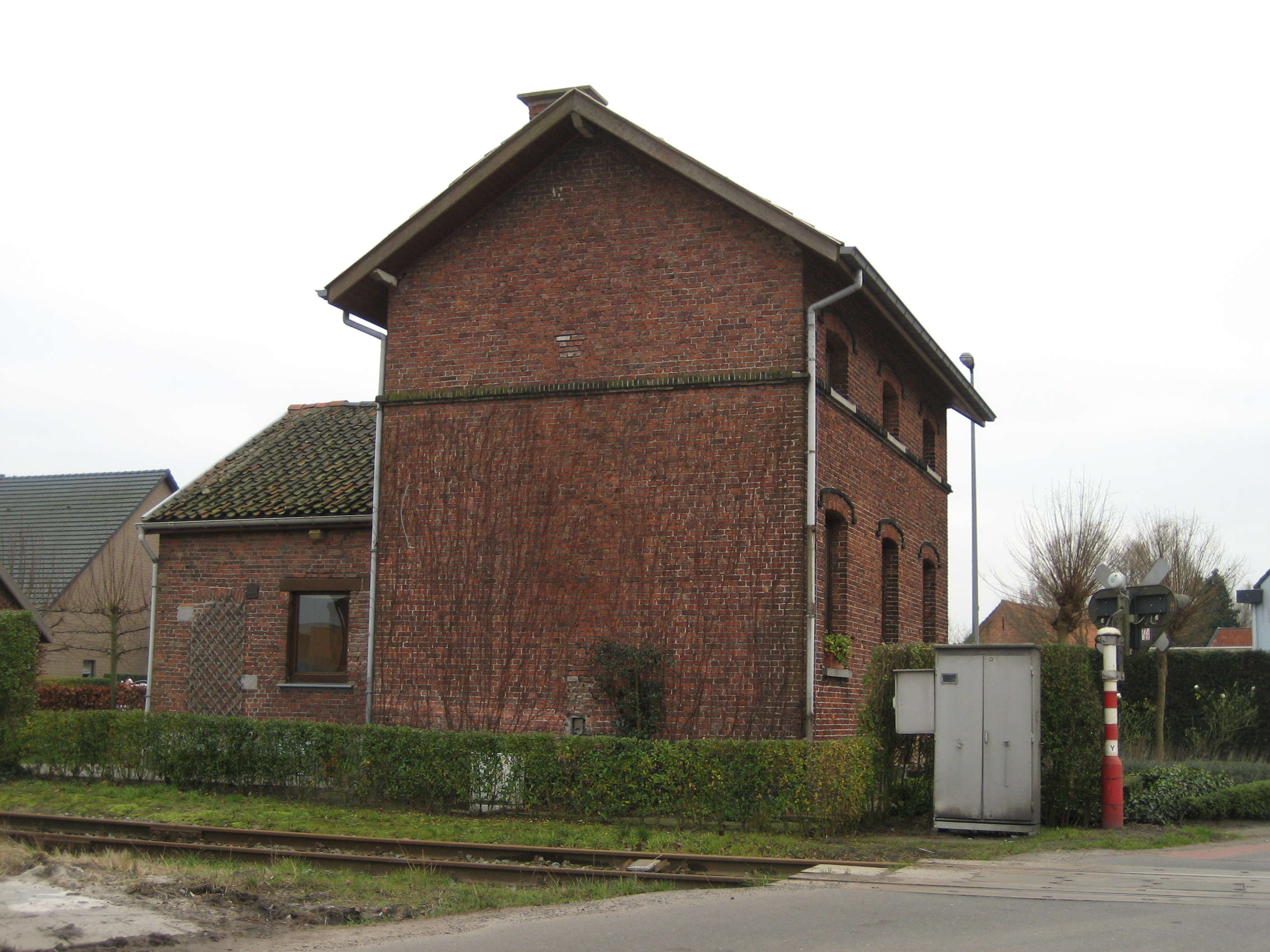
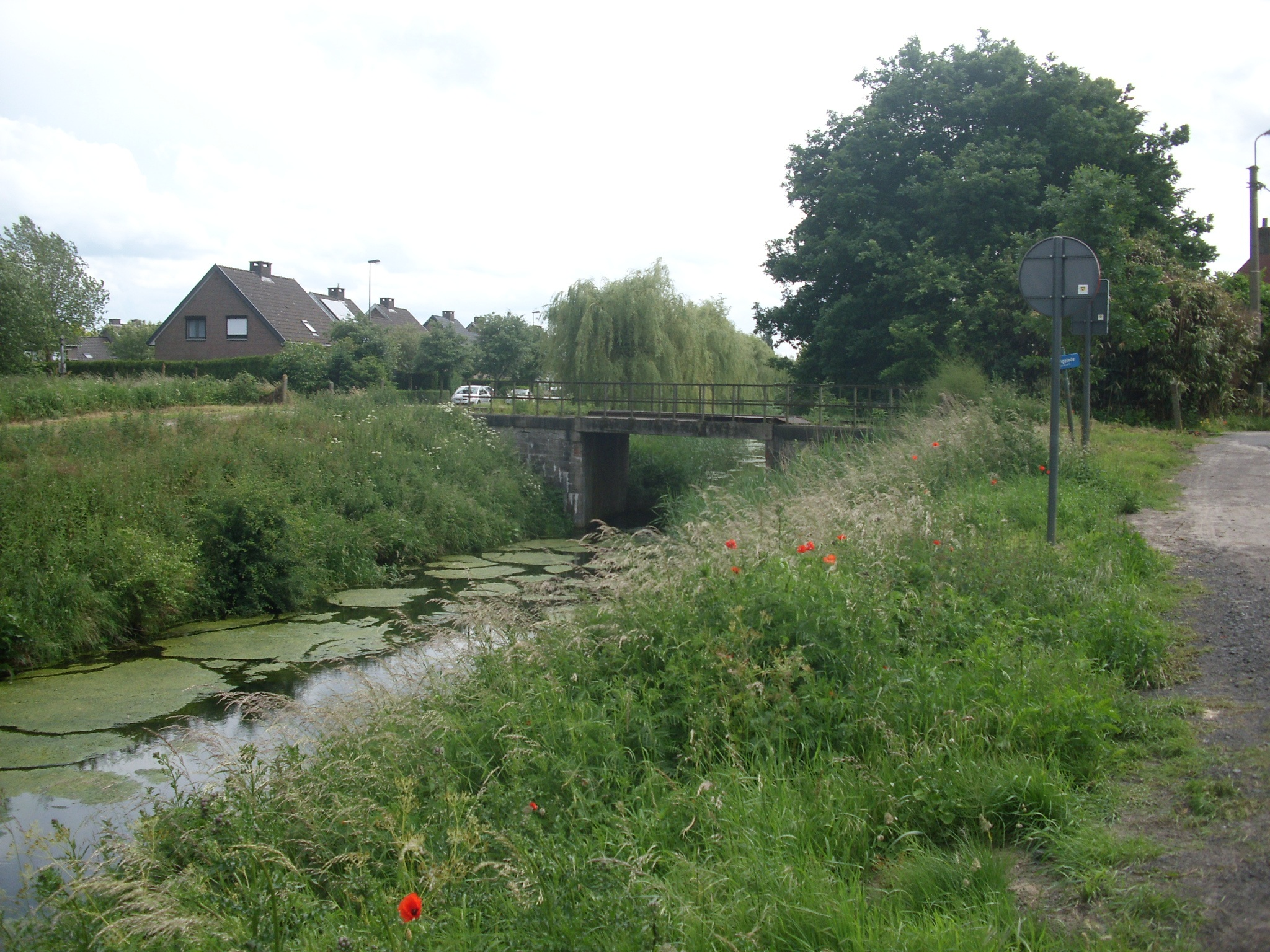
Pont ferroviaire sur la rivière Langelede en 2009.